# Fernando Arranz
Fernando Arranz López (Madrid, 23 de diciembre de 1897-Buenos Aires, 7 de junio de 1967) fue un ceramista y profesor español nacionalizado argentino, que desarrolló gran parte de su actividad y su obra en el exilio.

## Biografía
Nacido en el número 4 de la Costanilla de los Ángeles, en Madrid, su familia se trasladó a Segovia para hacerse cargo de la cantina de la estación del ferrocarril. Con apenas 14 años entró en el alfar que Daniel Zuloaga tenía en San Juan de los Caballeros, donde permaneció hasta 1919. Tras un viaje por alfares talaveranos y levantinos Arranz se instaló en una casa de la carretera de San Rafael y poco después montó taller propio en el solar que ocupó una iglesia románica segoviana, aledaña a la Casa del Sol, cerca del Alcázar de Segovia.
Con el tiempo, aquel taller, al que se había incorporado el escultor Emiliano Barral, amigo de Arranz (y más tarde cuñado al casarse con Elvira Arranz), atrajo a los componentes de una animada tertulia. Allí acudían Antonio Machado o su amigo Blas Zambrano (catedrático de la Escuela Normal y padre de María Zambrano), Manuel Cardenal Iracheta y una larga lista de intelectuales, profesores, artistas, periodistas y tipos pintorescos (como Carranza, cadete de la academia de Artillería, o el padre Villalba, que puso música a un texto de Machado).
En 1925 participa en la Exposición de la Sociedad de Artistas Ibéricos. En 1927, nombrado profesor de la Universidad Popular Segoviana, fue así mismo becado por el Gobierno de la II República Española con una beca para "Expositores y Conferenciantes" con la que pudo viajar a América. Expuso en Río de Janeiro, Montevideo y Buenos Aires. 

### Arranz en Argentina
Arranz aplazó su regreso a España, fijando su residencia en la capital argentina y abriendo taller en 1929, primero en la calle General Domínguez 757 de Avellaneda y luego, junto a Pedro Zurro de la Fuente, en la calle Rivadavia.
En Argentina realizó sus primeras obras públicas de envergadura: diversas fuentes públicas en la capital y la decoración de los bancos del zoológico de Córdoba. En 1933 se le encomendó la fundación de la Escuela Nacional de Cerámica que luego llevaría su nombre, trabajando como profesor de la Escuela Nacional de Bellas Artes hasta 1937. En 1939, al conocer el resultado final de la guerra civil española Arranz se nacionalizó argentino. Un año después se inaugura la Escuela Nacional Industrial de Cerámica de Buenos Aires (que dirigió desde su apertura y hasta su muerte). Además de encargarse del departamento de cerámica de la Escuela de Bellas Artes de la Universidad de La Plata, y tras la creación de la escuela de cerámica bonaerense, Arranz fue requerido para poner en marcha también las de Córdoba, Mendoza, Tucumán, Mar del Plata, Jujuy y Chilecito de La Rioja.
En 1943, Fernando Arranz se casó con Cecilia Valladolid (1908-1952), con quien tuvo dos hijos, Jorge Fernando y Nicolás Valentín. En 1951, animados por Fernando, que había sido alumno aventajado en el taller segoviano de los Zuloaga, Juan y su hijo Daniel partieron para Argentina para crear y dirigir la escuela de cerámica de Mar de Plata, si bien Juan enfermó pronto y tuvo que regresar a España.
Entre los alumnos americanos de Arraz cabe citar a Lucio Fontán (luego fundador de la Escuela de Cerámica de Colombia), Antonio Madero, Teodolina García Cabo, Alicia Sagardía, la vanguardista española María Elena Colmeiro o Tove Johansen, quien más tarde ordenaría y reuniría la obra de su maestro.

## Obra
Fernando Arranz, a lo largo de su vida, en buena parte dedicada a la enseñanza y difusión en Argentina del arte de la cerámica y sus procesos alfareros, fue además un hábil dibujante, grabador, fotógrafo, maestro de vidriado y diseñador de vitrales.
En sus primeros años, su estilo tomó muchas referencias de su maestro Daniel Zuloaga y su compañero de taller Emiliano Barral, con el que colaboró en una interesante colección de piezas escultóricas de pequeño formato. Ya en América, Arranz desarrolló estéticas más cercanas al Vanguardismo de la primera mitad del siglo XX, evolucionando del art déco al constructivismo de la "Escuela del Sur" fundada por Joaquín Torres García, y acercándose a la obra postcubista de Picasso y el figurativismo de Luis Seoane.

### Obra pública
- Fuente situada en una plazoleta frente al templo de San Ponciano, en La Plata, levantada en 1931.[13]

## Exposiciones
- 1921: Exposición de Artistas Segovianos (Segovia);
- 1922: Exposición Nacional de Artes Decorativas;
- 1923: Ateneo de Valladolid (muestra individual);
- 1924: Exposiciones en Medina del Campo y Segovia, y en la Nacional de ese año;
- 1925: Exposición en el Retiro de Madrid, con de la Sociedad de Artistas Ibéricos, y una individual en la Sala Nancy de la capital española;
- 1926: Exposición Internacional de Artes Decorativas, en París, y en el Salón Nacional de Bellas Artes de Madrid;
- 1927: Exposición en la Sala Espasa-Calpe (Madrid);
- 1932: Exposición en Rosario;
- 1935: Exposición en Río de Janeiro;
- 1943: Salón Nacional de Artistas Decoradores;
- 1944: Exposición en la Universidad de Tucumán;
- 1954: Museo Municipal de Bellas Artes, de Córdoba, y última exposición en la Galería Muller de Buenos Aires;
- 1958: última exposición en el Casino de Mar del Plata;
- 1959: Exposición Internacional de Cerámica de Ostende (Bélgica);
- 1965: Exposición Homenaje en el Museo Nacional de Bellas Artes (Buenos Aires), como más de dos mil piezas;
- 2009, el Museo de Segovia le dedicó una muestra retrospectiva, la primera que tiene lugar en España sobre el artista, gracias a la donación de 1.571 objetos relacionados con Arranz, realizada por una discípula suya, Tove Johansen.[14][15]